# Kleingebiet Kőszeg
Das Kleingebiet Kőszeg (ungarisch Kőszegi kistérség) war bis Ende 2012 eine ungarische Verwaltungseinheit (LAU 1) innerhalb des Komitats Vas. Alle 15 Ortschaften gingen während der Verwaltungsreform von 2013 in den Nachfolger-Kreis Kőszeg (ungarisch Kőszegi járás) über, der noch durch 6 Ortschaften aus dem Kleingebiet Csepreg verstärkt wurde.
Ende 2012 lebten im Kleingebiet auf einer Fläche von 185,07 km² 17.971 Einwohner. Die Bevölkerungsdichte war mit 97 nach Szombathely die zweithöchste im Komitat.
Der Verwaltungssitz befand sich in der einzigen Stadt Kőszeg (11.628 Ew.). Die restlichen 14 Ortschaften hatten im Durchschnitt 453 Einwohner.

## Ortschaften
| Bozsok (dt.: Poschendorf) | Cák (dt.: Zackenbach)             | Gyöngyösfalu (dt.: Günsdorf)          | Horvátzsidány (dt.: Siegersdorf)          | Kiszsidány (dt.: Roggendorf) |
| Kőszeg (dt.: Güns)        | Kőszegdoroszló (dt.: Deutschdorf) | Kőszegpaty (dt.: Pottendorf bei Güns) | Kőszegszerdahely (dt.: Neusiedl bei Güns) | Lukácsháza (dt.: Lukasdorf)  |
| Nemescsó (dt. Tschöbing)  | Ólmod (dt.: Bleigraben)           | Peresznye (dt.: Prössing)             | Pusztacsó (dt.: Unterscheubendorf)        | Velem (dt.: Sankt Veit)      |